# Жупанський Віталій Володимирович
Віталій Володимирович Жупанський (нар. 7 жовтня 2000, с. Воскресинці, Коломийський район, Івано-Франківська область, Україна) — український футболіст, воротар тернопільської «Ниви».

## Життєпис
Народився в селі Воскресинці (Коломийський район) Івано-Франківської області. Футболом розпочав займатися в командах рідного регіону, виступав у юнацькому чемпіонаті Івано-Франківської області за РДЮСШ (Коломия) та «Прут» (Воскресинці). У ДЮФЛУ виступав за «Буковину» та «Верес». У сезоні 2017/18 років виступав за рівненський клуб в юнацькому чемпіонаті України. Наступного сезону перейшов до «Львова», де спочатку виступав переважно за юнацьку команду, а в сезоні 2019/20 років — виключно за молодіжку. У 2020 році захищав кольори «Прут» (Воскресинці) в чемпіонаті Івано-Франківської області та «Самбір» в чемпіонаті Львівської області.

### «Нива» (Тернопіль)
У вересні 2020 року перебрався до «Ниви». У футболці тернопільського клубу дебютував 18 серпня 2021 року в переможному (1:0) виїзному поєдинку другого попереднього раунду кубку України проти «Ужгорода». Віталій вийшов на поле в стартовому складі та відіграв увесь матч.